# 王峻岩
王峻岩（1930年8月—2022年8月8日），男，汉族，浙江绍兴人，中华人民共和国政治人物。曾任民建中央委员，民建海南省委主委。第七、八届全国政协委员。